# Susie Morgenstern

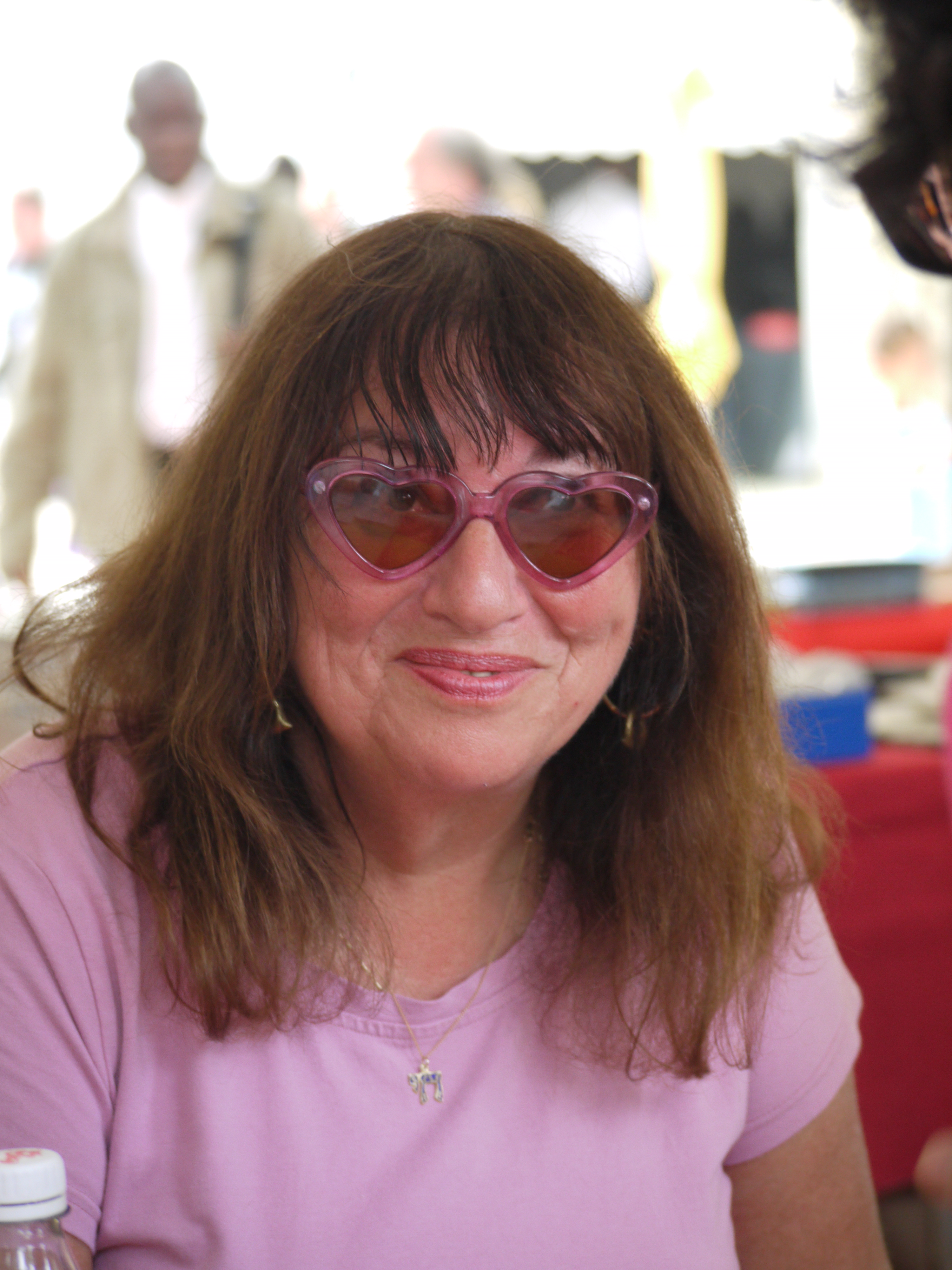
Susie Morgenstern

Susie Morgenstern (* 18. März 1945 in Newark, New Jersey; Geburtsname Susie Hoch) ist eine französische Kinder- und Jugendbuchautorin.

## Leben
Susie Morgensterns Eltern waren Sylvia Needleman und Meyer Hoch. Die Eltern der Mutter, Dora und Max Needleman, waren in Odessa geboren worden und hatten in den USA im Textilgewerbe gearbeitet. Die jüdische Familie mit den drei Töchtern Sandra, Susie und Effie lebte in Brooklyn. Die Mutter von Susie Morgenstern soll die erste Frau gewesen sein, die in Brooklyn einen Autoführerschein erwarb. Die Eltern hatten zu dieser Zeit einen DeSoto, dennoch lebten sie in relativ bescheidenen Verhältnissen, denn Morgenstern gibt an, dass für den Kauf von Büchern kein Geld vorhanden war. Die Mutter vermittelte ihren Töchtern jedoch Selbstsicherheit und ein starkes Modebewusstsein. Der Vater war hingegen eher introvertiert und verstarb früh, von seinen überschwänglichen Töchtern zog er sich häufig zurück.
Morgenstern studierte bis 1967 in den Vereinigten Staaten und zeitweise in Jerusalem, wo sie ihrem zukünftigen Mann begegnete und kam durch ihre Heirat mit ihm, dem französischen Mathematiker Jacques Morgenstern aus Nizza, schließlich nach Frankreich. Geheiratet hatte das Paar 1966 in Verona (New Jersey). In Nizza schrieb sie 1972 eine Doktorarbeit in Komparatistik mit dem Titel Les fantasmes chez l'écrivain juif contemporain. 1984 begann ihre Karriere als Autorin und Illustratorin für Kinder- und Jugendbücher beim Verlag L'école des loisirs in Paris. Morgenstern unterrichtete Englisch an der Universität Nizza. Im April 1994 verstarb ihr Ehemann Jacques. Sie hat mit ihm zwei Töchter (* 1967 und * 1971). Sie beteiligte sich in Nizza am Aufbau einer jüdisch-liberalen Gemeinde.

## Werke
- La sixième (Die Sechste), 1984
- Terminale! Tout le monde descend (Endstation! Alle steigen aus), (1985)
- Alibi, 1986
- C'est pas juste ou les déboires d'une petite fille entreprenante (Das ist nicht gerecht oder die bitteren Enttäuschungen eines aufdringlichen kleines Mädchens), (1990)
- Europe Alibi, (1990, mit Gill Rosner)
- La première fois que j'ai eu seize ans, 1990
- Même les princesses doivent aller à l'école, (1991, mit Serge Bloch)
- L'Amerloque, (1992)
- Margot Mégalo (1992, mit Mayah Gauthier)
- Un jour mon prince grattera, (1992, mit Serge Bloch)
- Sa Majesté la Maîtresse, (1993, mit Catherine Rebeyrol)
- Un papa au piquet, (1993, mit Jean-Charles Sarrazin)
- A, B,...CP, (1994)
- Barbamour, (1994)
- Lettres d'amour de 0 à 10 ans (deutscher Titel: Die Farben des Lebens), (1996)
- La vampire du C.D.I., (1997)
- Le fiancé de la maîtresse, (1997, mit Mireille d'Allancé)
- Oukélé la télé?, (1998)
- Trois jours sans, (Drei Tage ohne), (1998)
- Les potins du potager, (1999)
- Joker, (1999, mit Mireille d'Allancé)
- Premier amour, dernier amour (Erste Liebe, letzte Liebe), (1999)
- Et moi alors?, (2000, mit Marie Quentec)
- Lire et Écrire, (2000, mit Christian Besse)
- Les treize tares de Théodore, (2001)
- Pas des bol!, (2001, mit Theresa Bronn)
- Archimède, Recettes pour être un génie, (2002, mit Gill Rosner und Chen Jianghong)
- La double doudou, (2002, mit Jean-Charles Sarrazin)
- La liste des fournitures (2002, mit Catharina Valckx)
- Privée de bonbecs, (2002, mit Mayah Gauthier)
- L'Autographe, (2003)
- Pas, (2003)
- Je t'aime, (2003)
- Confessions d'une grosse patate, (2003)
- Je te hais, (2004)
- Do ré mi, (2004)
- L’Agenda de l’apprenti écrivain, (2005)
- L'Orpheline dans un arbre, (2005)
- Je t’aime (encore) quand même, (2005)
- Comment ça va?, (2006)
- Une mère, comment ça aime?, (2006)
- Je ferai des Miracles, (2006)
- Les Fées du camping, (2007)
- Ensemble tzedaka, (2007)
- Le Club des crottes, (2007)
- Emma (2007):
  - Emma et le carnet à secrets
  - Emma et ses deux mamies
  - Emma et son meilleur copain
  - Emma et l'école
  - Emma et le bain à la banane
  - Emma chez le coiffeur
  - Emma fait la danse
  - Emma et le cadeau de Noël
  - Emma et le goûter de Papa
  - Emma se fait belle
- Ma boîte à histoires, (2007)
- Les Comptines de ma mère l’oie, (2007)
- Le Cadeau de fin d’année, (2008)
- Le Cœur en panne, (2008)
- Le Cadeau de noël, (2009)
- Tu veux être ma copine?, (2010, mit Claude K. Dubois)
- Ma nouvelle boîte à histoires, (2010)
- Mademoiselle Météo, (2011)
- Supermoyen, (2011, mit Claude K. Dubois)
- La Chemise d'une femme heureuse, (2011)
- Princesse Atchoum, (2013)
- Comment tomber amoureux...sans tomber, (2014)
- iM@mie, (2015)
- Espionnage intime, (2016)